# Rüpplinsche Kaplanei

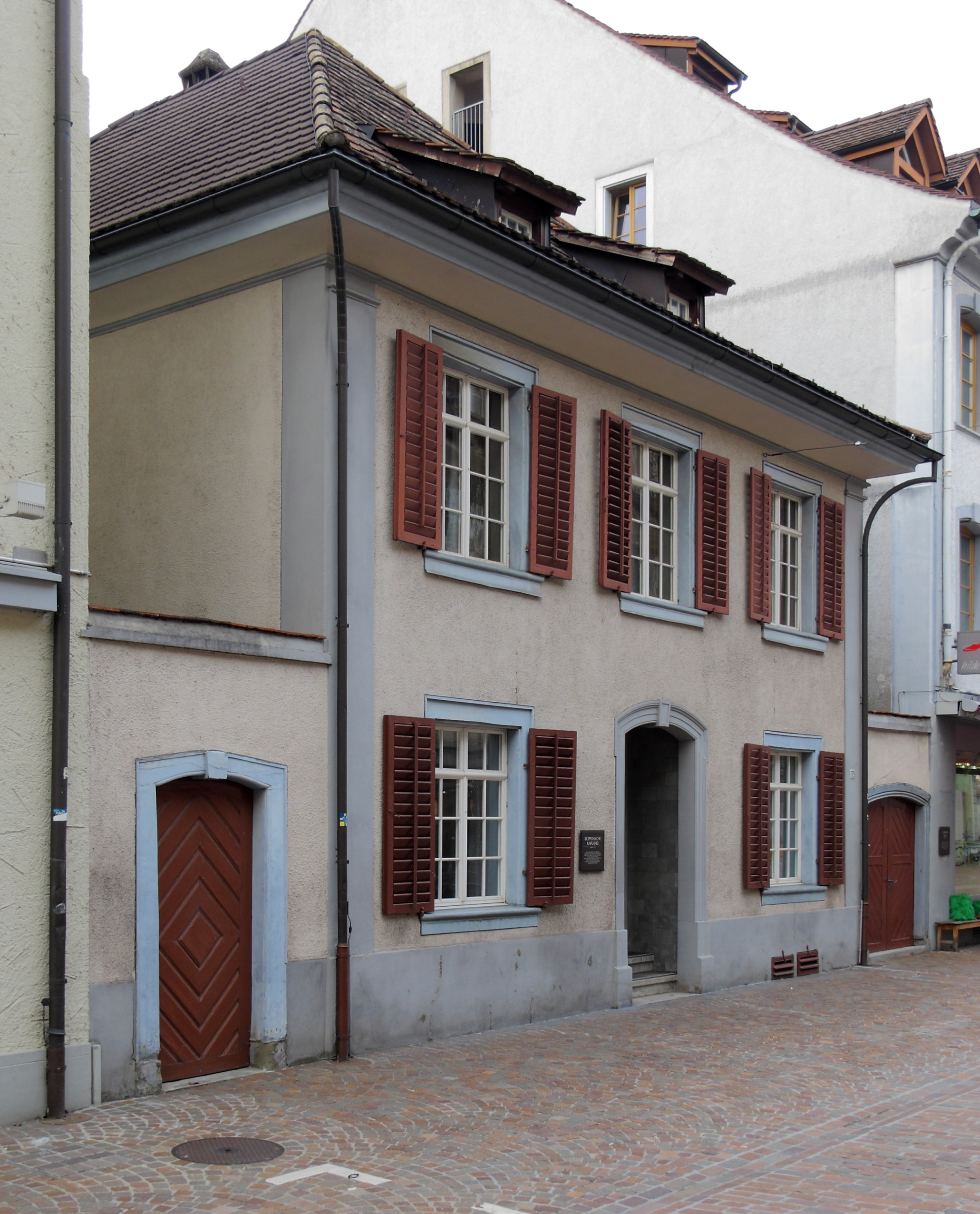
Rüpplinsche Kaplanei

Die Rüpplinsche Kaplanei ist eine Stiftung der Familie Rüpplin. Sie befindet sich in Frauenfeld TG  an der Zürcherstrasse 175.

## Geschichte
Stifter der Kaplanei-Pfründe war 1580 Joachim Joner, genannt «Rüplin», Bürger von Frauenfeld und Reichenauischer Amtmann. Jeweils der älteste Sohn der Familie hatte das Recht, den Priester für die Kaplanei zu ernennen. Sollte die Familie Rüpplin einst aussterben, so ginge das Recht der Kollatur an die Familie Locher über. Der Rüpplinsche Kaplan war verpflichtet, die Geistlichkeit der Pfarrei zu unterstützen, unterstand jedoch nicht der Pfarrei.
Wichtige Inhaber der Pfründe waren:
- Andreas Karl Theodor Keller von Frauenfeld (1804–1863, Oekonom)
- Pater Placidus Bumbacher (1801–1875, Musiker, Organist, Dirigent)
- Johannes Evangelist Hagen (1864–1955, Redaktor der Thurgauer Volkszeitung und der Zeitung Der Wächter)

Seit 1955 lebt kein Geistlicher mehr in der Rüpplinschen Kaplanei. Einer der letzten Vertreter der Familie Rüpplin erteilte der Kirchenvorsteherschaft Frauenfeld die Vollmacht zur Verwaltung, behielt sich aber das Kollaturrecht vor.
Heute ist die Rüpplin-Kaplanei zwar immer noch eine Stiftung eigener Rechtsnatur, unabhängig von der Pfarrei, wird aber von der katholischen Kirchenvorsteherschaft betreut.

## Architektur
1984 renovierte die katholische Kirchgemeinde das Haus der Rüpplin’schen Kaplanei. Die Wohnung im Obergeschoss ist seither vermietet. Die Räume im Parterre dienen Zwecken der Pfarrei.
Frauenfeld musste in den Jahren 1771 (östlicher Stadtteil) und 1788 (westlicher Stadtteil) zwei verheerende Stadtbrände erdulden. Insgesamt blieben nur sechs Häuser dabei verschont. Nach dem ersten Stadtbrand hatte man zwischen den einzelnen Häusern sogenannte Höfli, kleine Höfe, offen gelassen. Während über die Jahre wegen des knappen Platzes in der Altstadt diese allmählich wieder geschlossen wurden, haben sie sich bei der Rüpplinschen Kaplanei als einzige erhalten.: S. 243